# Idealizm niemiecki
Idealizm niemiecki – współczesny nurt filozofii niemieckiej rozwijający się w XIX w. 
Jego głównymi przedstawicielami byli Georg Wilhelm Friedrich Hegel, Johann Gottlieb Fichte i Friedrich Wilhelm Joseph Schelling. 

## Charakterystyka
Idealizm niemiecki czerpał z dorobku Immanuela Kanta i był krytyczną reakcją na jego myśl. Założeniem idealizmu było stworzenie systemu z filozofii Kanta. Ponadto nie każdy z filozofów idealizmu niemieckiego sięgał do twórczości Kanta bezpośrednio (Hegel poznał ją przez pryzmat interpretacji Fichtego). W swoim filozofowaniu Kant zatrzymał się na krytyce, która odgrywała zawsze zasadniczą rolę, natomiast jego następcy podjęli próbę dokonania syntezy.
Istotą idealizmu niemieckiego (i idealizmu w ogóle) było założenie, że myśl jest pierwotna w stosunku do bytu. Główne cechy wyróżniające tych filozofów niemieckich to zupełny brak zmysłu czynnika empirycznego wiedzy, brak realizmu i maksymalizm humanistyczny. Był to idealizm obiektywny, który za tezę przyjął stwierdzenie, że twory przyrody są tylko zjawiskami (fenomenami) ducha obiektywnego, przez to zbliżony był do platońskiego idealizmu. Metodą naukową była dialektyka i dociekania spekulatywne. 

## Przedstawiciele

### Johann Gottlieb Fichte

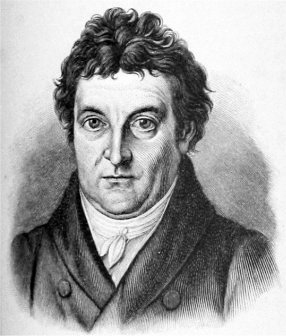
Johann Gottlieb Fichte

Fichte uważał się za kontynuatora kantyzmu, zbudował metafizykę opierając się na pojęciu jaźni i dając idealizmowi postać etyczną. Za zasadnicze zagadnienie filozofii uznał stosunek myśli i bytu, dzieląc sposoby pojmowania tego stosunku na realistyczny i idealistyczny. Realizm uznaje byt za pierwotny i z niego wywodzi myśl, idealizm myśl uważa za pierwotną. Fichte przyznawał rację idealizmowi. Byt prawdziwy dla Fichtego był podobny do ideału, do świadomej, wolnej jaźni, a nie do materii. Głosił on prymat rozumu praktycznego nad rozumem teoretycznym.  co czyni Fichtego tzw. filozofem wolności. W swoich rozważaniach filozoficznych kierował się dedukcją.

### Schelling
Schelling dał inną postać idealizmowi niż Fichte. Rozwinął go w filozofii przyrody, dał idealizmowi orientację estetyczną i religijną oraz oparł na intuicji i uczuciu, będąc wyrazicielem panującego romantyzmu. Idealizm transcendentalny Schellinga odnosi się do pojęcia poznania i wiedzy, stanowi on etap poznania, jakim jest świadomość. Metafizyka Schellinga pojmowała byt jako absolut przekraczający przeciwstawienie jaźni i przyrody. Schelling ujmował absolut organicznie i ewolucyjnie oraz dopatrywał się w nim czynników irracjonalnych, które intuicja artystyczna i wiara religijna uchwyci łatwiej niż logiczna dedukcja.

### Hegel

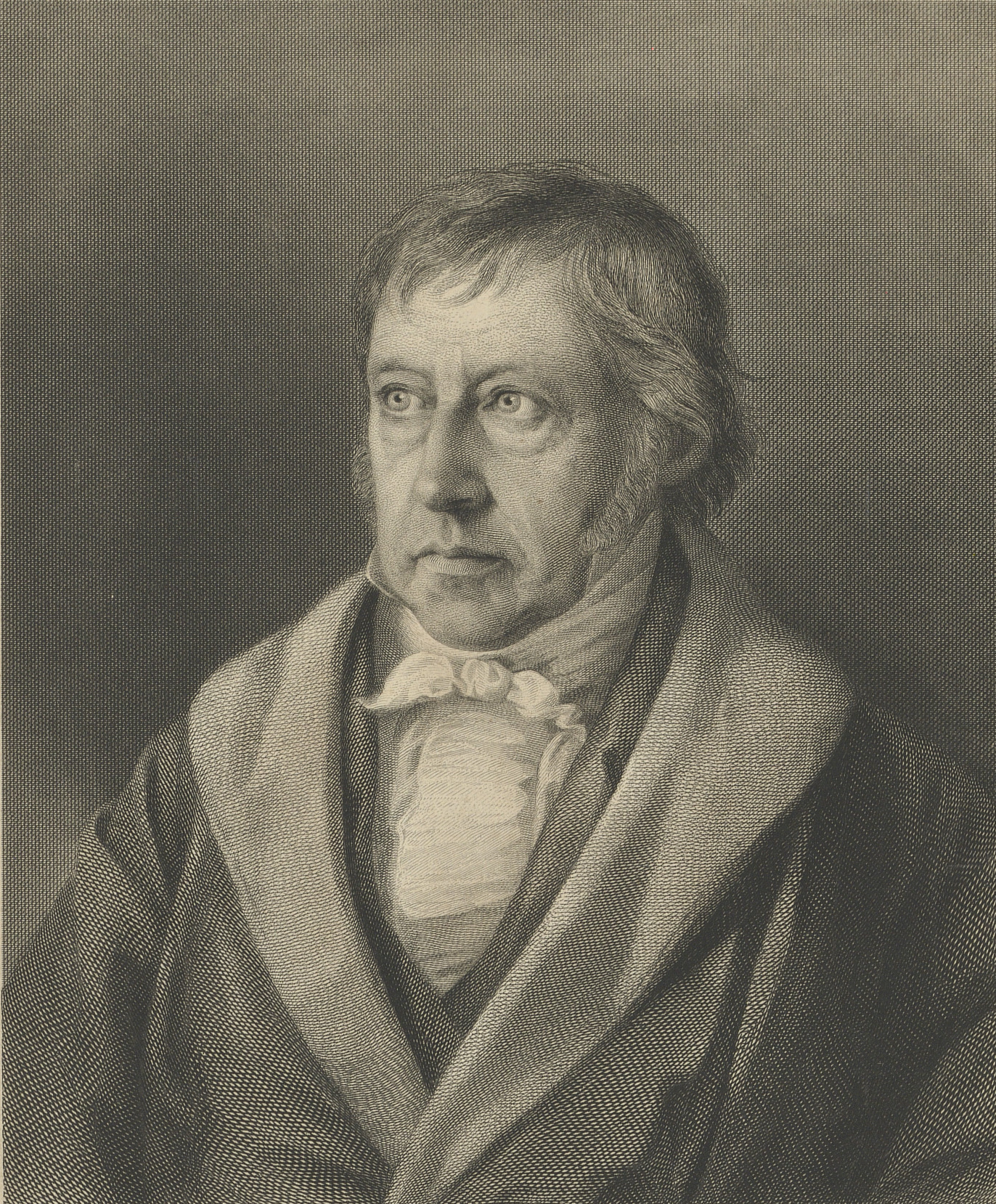
Georg Wilhelm Friedrich Hegel

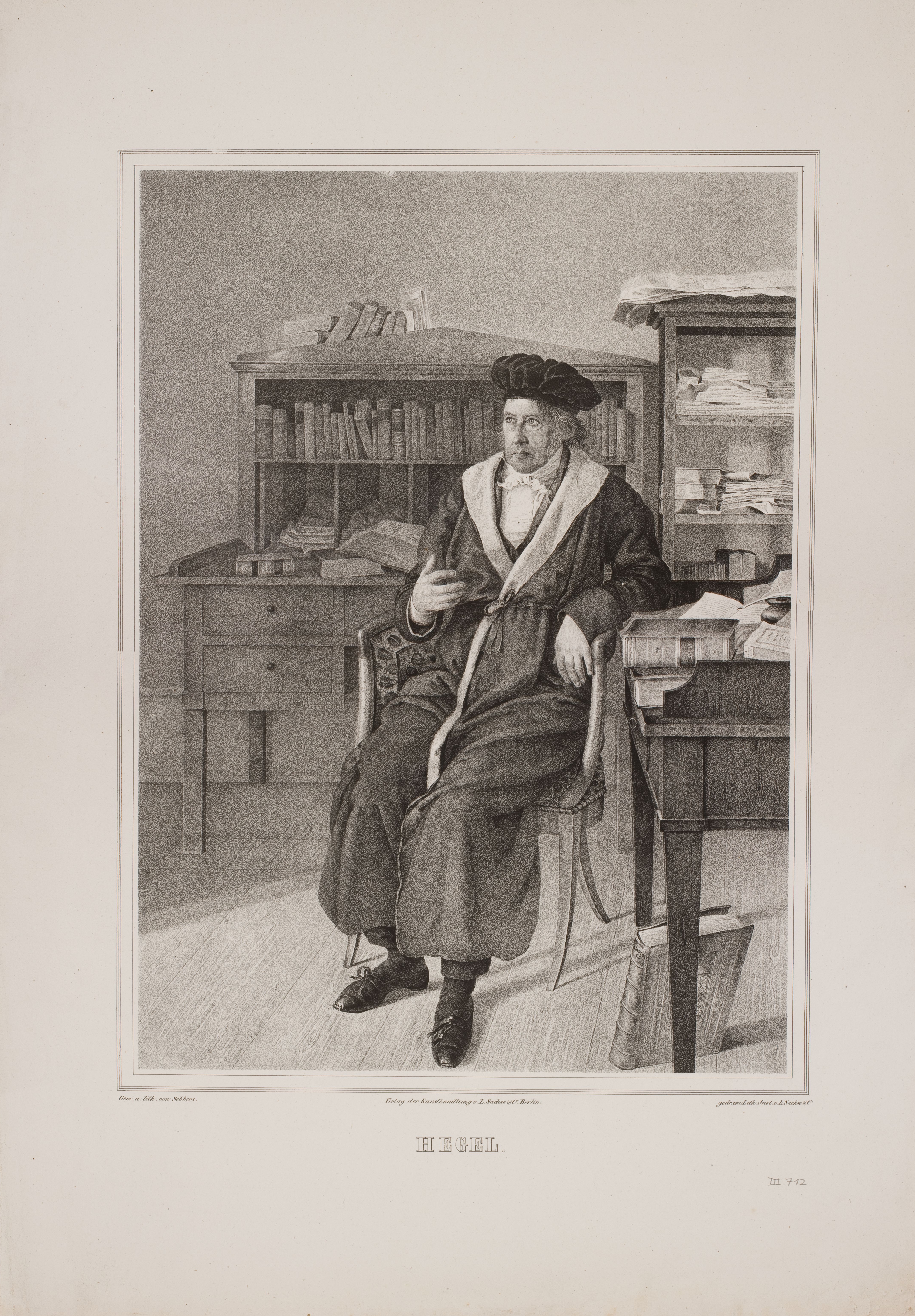
Portret Hegla pędzla L. Sebbensa

Cechami przypisywanymi filozofii Hegla są panlogizm, dialektyka i przede wszystkim idealizm. Hegel stworzył najpełniejszy z idealistycznych systemów, rozwinął pomysły inicjatora ruchu idealistycznego – Fichtego. Idealizm Hegla polegał przede wszystkim na koncepcji, wedle której idea (rozum, ruch) poprzedzała świat materialny w tym sensie, że ten drugi jest jej wytworem. Hegel uważał dualizm myśli i rzeczy za błędny, bo tylko myśl jest pierwotna, a rzeczy są jej wytworami. Fundament idealizmu Hegla i jego systemu opiera się na przekonaniu, że absolut nie jest niczym innym jak rozumem, i w związku z tym także człowiek ze swym skończonym rozumem ma dostęp do absolutu. Stąd wynika racjonalizm w filozofii Hegla przyjmujący założenie, że ponieważ siłą, która wyłoniła świat, jest rozum, zatem prawa rozwoju świata materialnego, podobnie jak praw historii, muszą być rozumne, logiczne (panlogizm).
Co jest rozumne, jest rzeczywiste; a co jest rzeczywiste, jest rozumne.
Cała rzeczywistość dla Hegla była logiczna, konieczna i rozumna. Filozofia ta, nie oddzielając rzeczywistości od myśli, była najbardziej uniwersalną filozofią, jaka kiedykolwiek została zaprojektowana.
Heglizm określany jest jako idealizm:
- obiektywny – byt jest idealny, ale nie jest subiektywny;
- logiczny – natura bytu jest całkowicie logiczna, nie ma w niej czynników irracjonalnych, składnikiem zarówno myśli, jak i bytu jest pojęcie;
- ewolucyjny – byt jest zmienny, w naturze bytu leży, iż rozwija się i wyłania z siebie coraz wyższe postacie bytu.

Metoda dialektyczna Hegla opiera się na sprzeczności pojęć – odnośne pojęcia układają się w pary pojęć sprzecznych, które Hegel nazywa tezą i antytezą, po ich starciu wyłania się synteza – nowa jakość. Wszystko toczy się tzw. trójrytmem. Przykładem syntezy bytu i niebytu według Hegla jest pojęcie stawania się. Każda istota bytu jest niezbędnym ogniwem rozwoju.
Rozpatrzona przez nas negatywność jest punktem zwrotnym w ruchu pojęcia. Jest ona prostym punktem negatywnego odnoszenia się do siebie, najbardziej wewnętrznym źródłem wszelkiej działalności, wszelkiego własnego ruchu życia i ducha, dialektyczną duszą, w której zawiera się wszystko, co w sobie samym jest prawdziwe i dzięki której jedynie to, co prawdziwe jest prawdziwe (…).

### Arthur Schopenhauer
Drugi typ idealizmu niemieckiego, biegunowo przeciwny Fichtemu, Schellingowi i Heglowi, stworzył Arthur Schopenhauer. Nie wykluczał on empirycznego obrazu świata, prowadząc do irracjonalnej metafizyki woluntarystycznej.

## Filozofia zjednoczenia
Często rozwój klasycznej filozofii niemieckiej sprowadzany jest do powszechnie znanego schematu od filozofii Jacobiego, przez Kanta, Fichtego, Schellinga, aż do Hegla. W interpretacji idealizmu niemieckiego do pewnego okresu nie badano najwcześniejszych tekstów Hegla i nie łączono ich z tekstami innych filozofów, którzy wspólną filozofię kształtowali w toku dyskusji. Efektem tych dyskusji stała się filozofia zjednoczenia, która przez długi czas była uważana tylko za projekt systemu, później zaczęła być postrzegana odrębnie.

### Krytyka idealizmu
Nawet w epoce panowania heglizmu były grupy zajmujące inne stanowisko niż idealistyczne i posługujące się inną metodą niż spekulacyjna. Głównym obrońcą metody empirycznej był wówczas Jakob Friedrich Fries, a głównym przedstawicielem realistycznej metafizyki – Johann Friedrich Herbart. W II połowie XIX wieku w Niemczech protoplasta szkoły marburskiej, Friedrich Albert Lange, krytykował idealizm niemiecki w następujący sposób:
Nie jest naszą rzeczą rozjaśniać tu, jak to się stało, że Fichte z filozofii Kanta wyrwał właśnie najciemniejszy punkt – naukę o pierwotnej, syntetycznej jedności apercepcji, aby wyprowadzić z niej swoje twórcze ‘ja’; że Schelling z formuły A=A, jakby z pustego orzecha, czarodziejsko wyprowadził wszechświat; że Hegel byt i niebyt mógł orzeknąć za identyczne wśród tryumfalnych okrzyków uznania ze strony chciwej wiedzy młodzieży naszych uniwersytetów.